# La nevicata del '56/Danza pagana
La nevicata del '56/Danza pagana è un singolo della cantante italiana Mia Martini, pubblicato nel 1990.

## Descrizione
Il testo de La nevicata del '56 è di Carla Vistarini (con un unico rigo di Franco Califano, estrapolato dalla sua versione al maschile), la musica è di Luigi Lopez composta in collaborazione con Fabio Massimo Cantini nel 1975.
Nel 1990 Mia Martini partecipa per la terza volta (la seconda consecutiva) al Festival di Sanremo, aggiudicandosi per la terza volta il premio della Critica, che dal 1996 verrà a lei intitolato. In finale si classifica al 6º posto.
Il brano, che nel 1975 era stato proposto a Gabriella Ferri, rimase inedito fino al 1990 e fu presentato alla manifestazione canora da Mia Martini in abbinamento fuori gara con Mijares. Il testo fa riferimento alle condizioni climatiche dell'inverno del 1956: "Non potevo immaginare che Carla (Vistarini) ponesse su quelle nostre semplici note, una vera e propria ‘poesia’, con versi di rara bellezza, un affresco di Roma, evocativo di un evento indimenticabile che la canzone ha contribuito a fissare per sempre nell’immaginario e nei ricordi di tanti italiani: una nevicata che con i suoi ‘incantevoli fiocchi, non sarà mai uguale a nessun'altra" dichiara il compositore Luigi Lopez.
Il pezzo Danza pagana è invece una canzone dai richiami etnici scritta da Mimmo Cavallo e presentata da Mia Martini al Festivalbar.

## Tracce
1. La nevicata del '56 – 4:37
2. Danza pagana – 4:19

## Hit Parade
| Posizione | 33 | 11 | 8 | 12 | 8 | 10 | 13 | 14 | 14 | 13 | 16 |

### Classifiche di fine anno
| Classifica (1990) | Posizione |
| ----------------- | --------- |
| Italia            | 50        |